# Voie Bolène

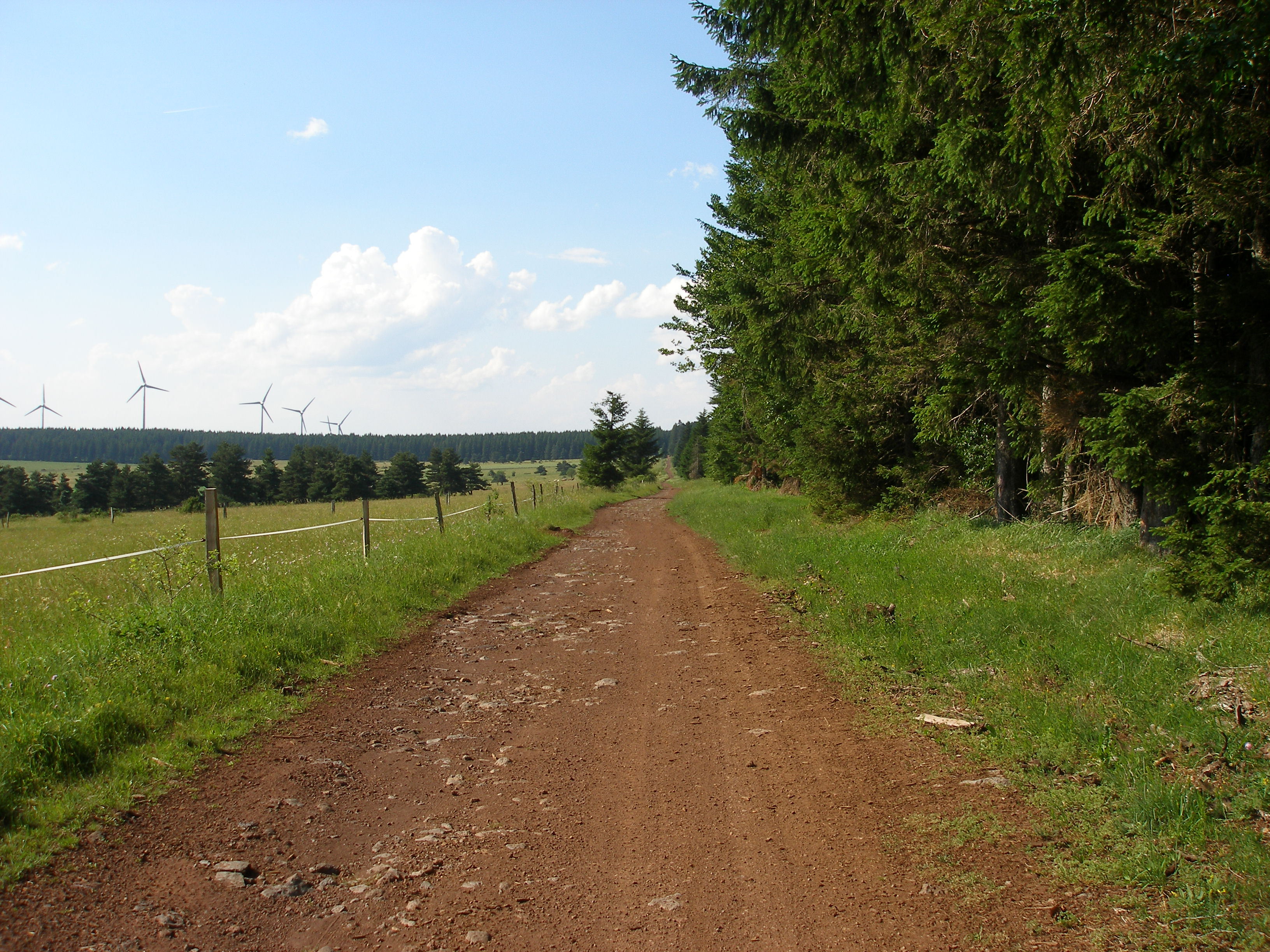
La voie Bolène en direction de Montbonnet (Bains).

La voie Bolène (ou via Bolena) est une ancienne route romaine dont le nom a été attribué au Moyen Âge. Son étymologie demeure incertaine et pourrait revêtir plusieurs significations : « voie des bornes », « voie des bœufs » (référence aux attelages) ou « voie des hauteurs ». Elle correspond à un tronçon de la voie visible sur la Table de Peutinger, reliant Forum Segusiavorum (Feurs) à Ruessio (Saint-Paulien, près du Puy-en-Velay).
Cette route connecte Lyon, capitale des Gaules, à l’Aquitaine, traversant le Forez à travers des localités comme Chézieux et Saint-Georges-Haute-Ville, et se dirigeant vers Saint-Paulien, Rodez, Toulouse et Bordeaux. Bien qu’elle ait été réaménagée par les Romains, elle existait déjà avant la conquête romaine et s’inspire des chemins celtes et gaulois,.
Son rôle historique est militaire, politique et économique, facilitant les échanges entre différentes régions. Au Moyen Âge, elle voit son importance relative diminuer au profit du Grand Chemin de Forez, un axe de communication nord-sud qui dynamise le commerce local, notamment à Montbrison. La voie Bolène devient également un chemin fréquenté par les pèlerins se rendant à Saint-Jacques-de-Compostelle.